# Samsung Galaxy Win
Samsung Galaxy Win Duos (GT-i8552) — смартфон компании Samsung Electronics на базе операционной системы Android семейства Samsung Galaxy. Представляет собой бюджетный смартфон, обладающий слотом для двух micro-sim карт. Смартфон поставляется в двух цветовых решениях: в белом корпусе и в сером.

## Дата выхода и альтернативные названия
Смартфон был официально представлен в апреле 2013 года. Изначально смартфон был нацелен на азиатский сегмент рынка, но впоследствии был выпущен компанией Samsung по всему миру. В некоторых странах Galaxy Win называется Galaxy Grand Quattro.

## Технические характеристики
Смартфон обладает средними техническими характеристиками, а именно Samsung Galaxy Win, имеет 4,7-дюймовый WVGA дисплей с разрешением 800 х 480 пикселей (плотность пикселей — 199 ppi), четырёхъядерный процессор Cortex A-5 с максимальной тактовой частотой 1,2 ГГц (Qualcomm Snapdragon S4 Play), 5-мегапиксельную основную камеру с, достаточно яркой вспышкой, фронтальную VGA камеру и аккумулятор ёмкостью 2000 мАч, A — GPS.
Galaxy Win имеет на борту 8 ГБ ROM + 1 ГБ ОЗУ, так же имеется возможность расширения памяти с помощью карт Micro SD Из датчиков: акселерометр, геомагнитный датчик (компас).
Работает смартфон под управлением Android 4.1.2 Jelly Bean. Смартфон не получил обновления до 4.2 и 4.3 в отличие от старшей модели Samsung Galaxy S3.

## Габариты устройства
133,30 x 70,70 x 9,65 мм(В x Ш x Г)
Вес 143,9 г.